# SS Armenian
Pour les articles homonymes, voir Armenian (homonymie).
L'Armenian est un paquebot-mixte de la Leyland Line mis en service en 1895. Construit par les chantiers Harland & Wolff de Belfast, il est lancé et effectue son voyage inaugural quelques jours après son sister-ship, le Victorian. Ces deux navires marquent un changement dans la politique de la compagnie, puisqu'il s'agit du premier navire de la compagnie certifié pour transporter plus d'une dizaine de passagers. Il sert également à transporter du bétail. Il commence sa carrière sur la ligne de Liverpool à Boston. En 1899, il est réquisitionné durant trois ans pour transporter des chevaux à destination de l'Afrique du Sud durant la seconde guerre des Boers.
À partir de 1903, alors que la Leyland Line rejoint l'International Mercantile Marine Co. (IMM), plusieurs de ses navires sont prêtés à l'une de ses compagnies sœurs, la White Star Line, notamment l'Armenian et son jumeau. Tous deux restent cependant la propriété de leur compagnie d'origine et la White Star, qui les repeint à ses couleurs, ne modifie pas leur nom avant de les envoyer sur la ligne de Liverpool à New York en 1904. Durant les années qui suivent, l'Armenian cesse de transporter des passagers et connaît plusieurs incidents.
En 1910, il retrouve son propriétaire et ses couleurs d'origine. Il effectue sa dernière traversée le 3 mars 1914, avant d'être retiré du service et mis au repos. Lorsque la Première Guerre mondiale éclate, le navire est réquisitionné et sert à transporter des animaux en France pour servir l'effort de guerre. Le 28 juin 1915, il devient la première perte de sa compagnie durant le conflit, lorsqu'il est attaqué par le sous-marin U-24. Bien que l'équipage ait eu le temps de s'enfuir avant le sabordage final, le naufrage fait plus de trente victimes.

## Histoire

### Construction et début de service
La Frederick Leyland & Co. de Liverpool, généralement nommée Leyland Line est, jusqu'à la fin du XIXe siècle, une compagnie exploitant une importante flotte de cargos. C'est à partir de 1895 qu'elle commence à transporter quelques passagers. Cette année-là, la compagnie prend possession d'une série de quatre navires ; le premier est le Victorian, lancé début juillet dans les chantiers navals Harland & Wolff. Le second, l'Armenian, est lancé le 25 juillet. Il s'agit d'un cargo et navire bétailler classique, également conçu pour transporter une soixantaine de passagers de « classe salon » (équivalent d'une deuxième classe). Avec son sister-ship, il innove en étant le premier navire de la compagnie certifié pour transporter plus que les 12 passagers qui pouvaient habituellement être embarqués sur les cargos.
L'Armenian effectue son voyage inaugural entre Liverpool et Boston le 28 septembre 1895, trois semaines après son jumeau, et sert plusieurs années sur cette ligne en transportant passagers, bétail et marchandises. En novembre 1899, tous deux sont réquisitionnés dans le cadre de la seconde guerre des Boers, transportant de nombreux chevaux et munitions en Afrique du Sud, jusqu'en novembre 1902 : l'Armenian effectue durant cette période six rotations. Cette même année, la Leyland Line est intégrée pour partie à l'International Mercantile Marine Co., trust américain regroupant nombre de compagnies maritimes américaines et britanniques. La compagnie y entre en même temps que la prestigieuse White Star Line, qui devient le fleuron de l'ensemble.

### Au service de la White Star
Afin de mieux rentabiliser les différentes lignes et les navires qui y sont affectés, une grande réorganisation s'opère au sein des flottes de l'IMM en 1903 et 1904. C'est ainsi que le Victorian et l'Armenian sont tous deux affectés à la White Star, le 23 février 1903, pour alimenter son service de transport de bétail et de marchandises sur l'Atlantique. Ils restent cependant propriété de leur compagnie d'origine, contrairement aux autres navires transférés à cette période, et conservent donc leur nom en « -ian » au lieu d'arborer la nomenclature de la White Star, en « -ic ». L'Armenian effectue sa première traversée pour son nouvel affréteur le 20 mars suivant, entre Liverpool et New York. À partir de cette date, il cesse de transporter des passagers. Avec le Victorian, il sert de concert avec le Bovic, le Cevic et le Georgic.
En 1904, deux autres navires de la Leyland Line, l'American et l'European rejoignent également la White Star, devenant le Cufic et le Tropic. La carrière de l'Armenian est pour sa part troublée par plusieurs incidents. Ainsi, le 20 mai 1907, alors qu'une grève sévit dans le port de New York et tandis que des briseurs de grève s'occupent du déchargement des marchandises, un incendie éclate dans l'une des cales. Les flammes sont maîtrisées en une demi-heure, ce qui n'empêche pas les autorités locales de consigner l'événement comme étant « suspect ». L'année 1907 ne porte pas chance au navire qui heurte le quai lorsque le câble de remorquage le liant au Magnetic se rompt, le 25 novembre. Le navire passe en cale sèche, mais ses tôles ne sont que froissées.

### Fin de carrière et naufrage
Dès 1908, le service de cargos de la White Star se fait moins rentable, et la compagnie l'interrompt durant les mois d'été, de juin à novembre. L'Armenian ne sert donc plus que ponctuellement, et est finalement rendu à sa compagnie d'origine en 1910. Il sert alors sous ses couleurs d'origine pour encore quatre années. Le 3 mars 1914, le navire est retiré du service et mis au repos. Avec le début de la Première Guerre mondiale, le navire est réquisitionné pour transporter des chevaux en France. Le 28 juin 1915, il est le premier navire de la Leyland Line à couler, torpillé par le sous-marin allemand U-24 au large des Cornouailles. Bien que le sous-marin ait laissé le temps d'évacuer à l'équipage de l'Armenian, on compte neuf morts parmi ses membres d'équipage, et 29 parmi les hommes chargés de veiller sur les 1 400 bêtes transportées. Une épave est découverte en 2002, à une vingtaine de miles de son lieu de naufrage, cependant, mais le nom associé ne correspond pas. Celui-ci est ré-identifié en 2008 par Innes McCartney ,

## Caractéristiques
L'Armenian est un navire typique des cargos construits par les chantiers Harland & Wolff à la fin du XIXe siècle, arborant quatre mâts et une cheminée (rose à manchette noire lorsque le navire est aux couleurs de la Leyland Line, ocre brun à manchette noire pour la White Star). Il dispose de sept écoutilles menant à de vastes cales, destinées principalement au transport de bétail qui constitue alors une importante activité de la compagnie. Il dispose également de cabines pour soixante passagers de classe « salon », équivalent d'une deuxième classe.
Mesurant 156 mètres sur 18, et avec un tonnage de 8 825 tonneaux de jauge brute, il s'agit d'un navire important pour son époque. Son unique hélice est actionnée par une machine à triple expansion alimentée par trois chaudières doubles et deux simples ; il peut atteindre grâce à cet appareil propulsif une vitesse de 13 nœuds.